# Aude la Très-Sage
Pour les articles homonymes, voir Aude.
Ne doit pas être confondu avec Aud à l'Esprit Profond.
Aude la Très-Sage, (en vieux norrois : Auður djúpúðga Ketilsdóttir) est une reine viking du IXe siècle et la fondatrice d'un établissement scandinave  en Islande.

## Origine
Aude est la fille de Ketill Flatnefr roi des vikings des Hébrides du milieu du IXe siècle. Elle épouse Olaf le Blanc identifié à Amlaíb Conung souverain du royaume de Dublin. Après avoir été répudiée par Olaf en conflit avec son père, elle retourne dans son domaine patrimonial des Hébrides.
Aude et Olaf ont un fils Thorstein le Rouge qui se taille lui-même un royaume dans le Caithness et le Sutherland dans le nord de l'Écosse. Après la disparition de son père et la mort de Thorstein tué dans un combat contre les Scots voyant « qu'elle n'avait plus de chance de recouvrer sa position ici ni celle de Ketill », elle se rend dans le Caithness où elle affrète un navire sur lequel elle embarque le fils et les filles de Thorstein, les parents et alliés de son fils ainsi que leurs esclaves afin de trouver une nouvelle vie en Islande qu'elle atteint via les Orcades et les Îles Féroé
Après avoir marié une de ses petites filles Gróa avec Dungaðr (gaélique Donnchaidh) un mormaer Celto-Norvégien du Caithness et une seconde Alöf aux Îles Féroé, Aude devient la fondatrice matriarche d'un grand groupe familial installé autour de Laxárdal dans l'ouest de l'Islande. Plusieurs sagas islandaises avancent qu'Aude était chrétienne alors que ses immédiats descendants avaient abandonné cette religion.
La Laxdæla saga relate la mort de Aude « accablée de vieillesse ». Après avoir assisté à un banquet qu'elle avait organisé dans son domaine de Hvammr, à l'occasion de l'union de son petit-fils Óláfr Feilan avec Alfdis. Aude fatiguée, quitte la salle et se retire pour dormir. Le lendemain matin lorsque Óláfr vient lui rendre visite, il la trouve morte parmi ses oreillers. Óláfr célèbre ensuite ses noces et le festin funèbre et le troisième jour il fait transporter Aude au tertre préparé pour elle. Elle est placée dans un bateau avec beaucoup de richesse après quoi le tertre est refermé. La saga conclut en indiquant « on attacha un grand prix à la façon dont Aude avait maintenu son honneur jusqu'au jour de sa mort »
La Longer Olafs Saga précise même qu'Aude aurait souhaité être inhumée sur la côte de l'Islande dans le sable afin que sa tombe soit lavée par la marée car elle n'avait pas pu être enterrée dans un sol consacré. Ce trait démontre les influences du milieu culturel initial d'Aude dans les Hébrides parmi les Norvégiens-Gaëls en cours de christianisation.

## Sources primaires
Aude  apparait dans de nombreuses sagas : Landnámabók, Njal's Saga, Saga des gens du Val-au-Saumon, Saga de Snorri le godi, Eiríks saga rauða et Grettis saga.